# Hierochloe fusca
Hierochloe fusca là một loài thực vật có hoa trong họ Hòa thảo. Loài này được Zotov mô tả khoa học đầu tiên năm 1973.